# République de Noli
1192–1797
Entités précédentes :
- Marquisat de Finale

Entités suivantes :
- République ligurienne

La république de Noli (italien : Repubblica di Noli / ligure : Repubbrica de Nöi) était une république maritime ayant pour capitale Noli, en Ligurie, et ayant existé de 1192 à 1797, date de son annexion par la république ligurienne instaurée par Napoléon Ier.

## Histoire

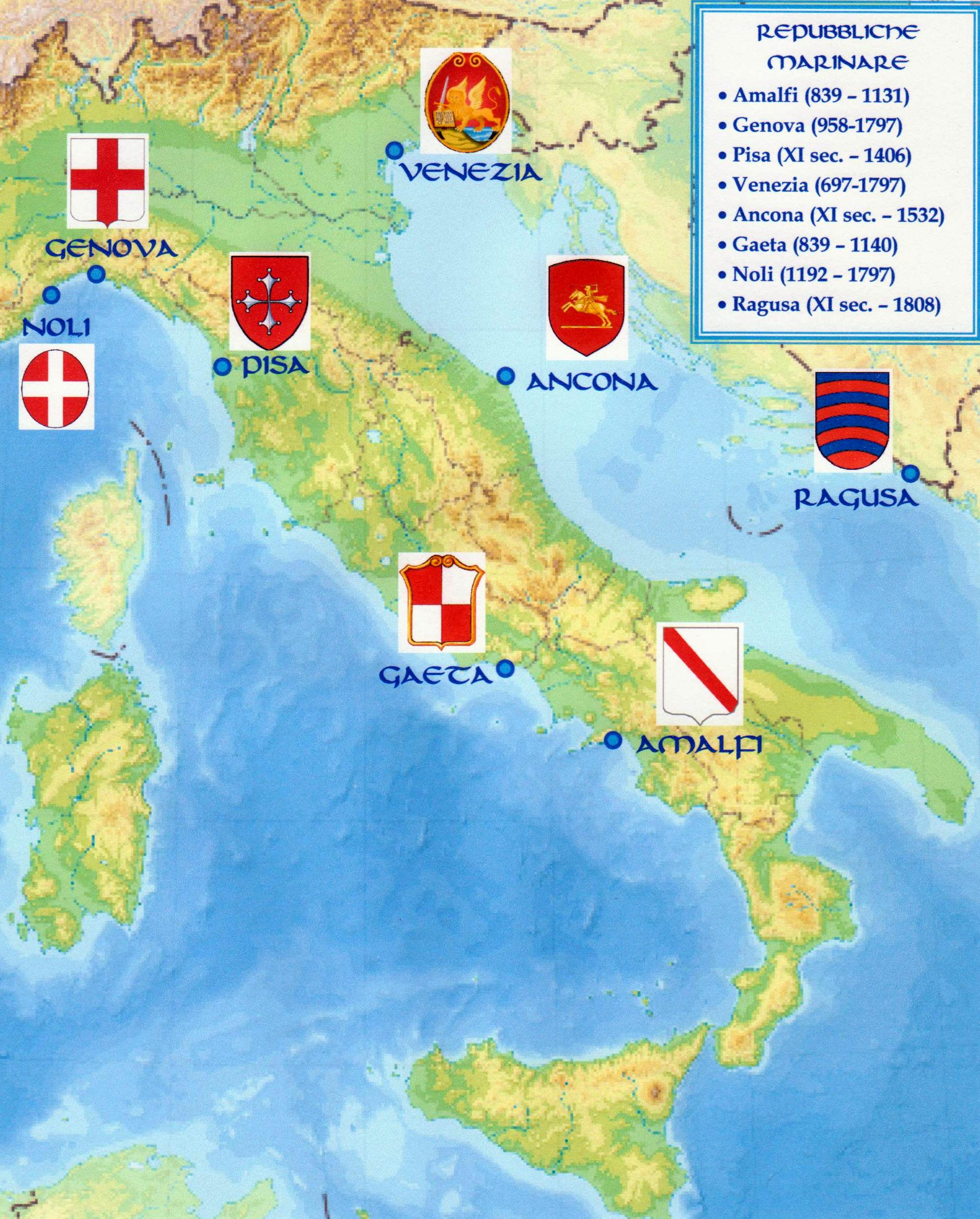
Carte des républiques maritimes.

La république de Noli devient indépendante le 7 août 1192, par décret de l'empereur Henri VI. Craignant d'être attaquée par les États voisins de Finale et la ville libre de Savone, qui a menacé la république en 1202, Noli signe un pacte d'alliance avec Gênes la même année,. Pour la protection militaire de Gênes, Noli leur laissait utiliser leur port,. En 1227, dans son conflit avec Savone, Noli brûle la ville de Spotorno, qui appartenait à Savone.
En 1797, la république est annexée par Napoléon, qui l'incorpore dans la république ligurienne.

## Économie
La ville était très petite, mais avait un bon port, qui leur a assuré une importance sur le commerce naval. En raison de sa bonne relation avec Gênes, la petite république maritime pouvait commercer avec elle pour seulement une pièce, alors que l'Espagne devait en payer 60 à Gênes.

## Drapeau
Le drapeau de Noli est créé au XIIIe siècle et se compose d'une croix blanche sur un mât rouge, l'opposé du drapeau de Gênes. Cependant, un grand nombre de marchands locaux ont préféré faire voler le drapeau de Gênes, qui était plus reconnu.

Drapeau de Noli.
Drapeau de Gênes, similaire au drapeau de l'Angleterre.

## Religion
En 1239, Grégoire IX créé le Diocèse de Noli (en).